# Australosymmerus acutus
Australosymmerus acutus är en tvåvingeart som beskrevs av Munroe 1974. Australosymmerus acutus ingår i släktet Australosymmerus och familjen hårvingsmyggor. Inga underarter finns listade i Catalogue of Life.